# Alois Lüönd

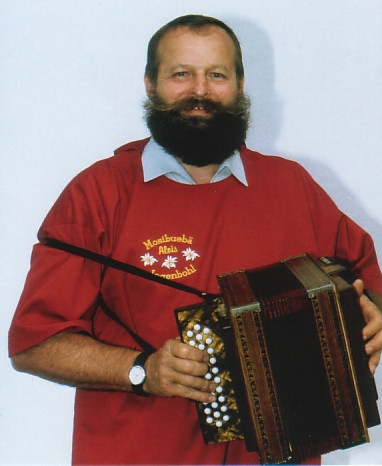
Alois Lüönd 1999

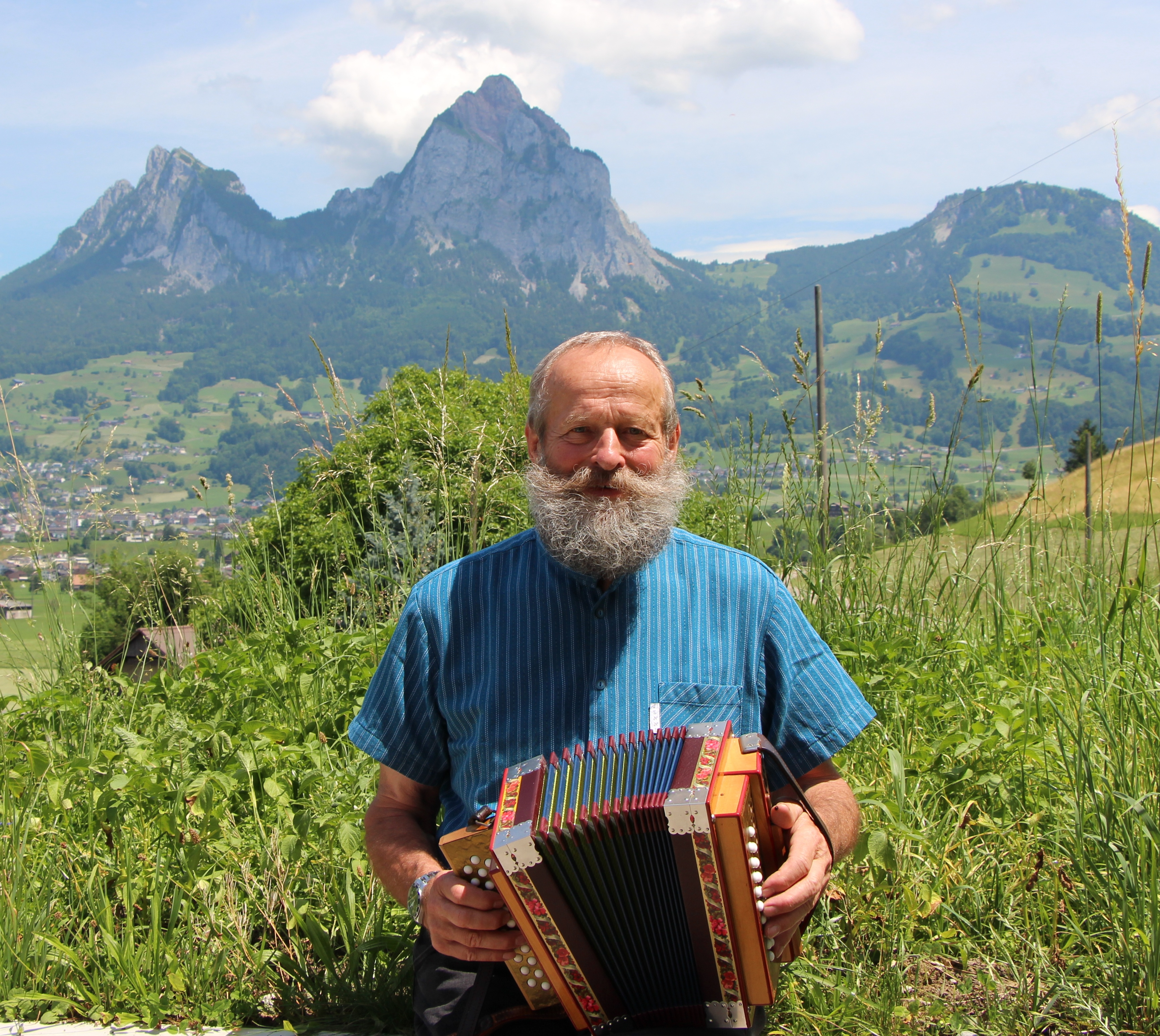
Alois Lüönd 2021

Alois Lüönd (* 16. August 1951) ist ein Schweizer Schwyzerörgeler, der als Mosi-Wysel in der schweizerischen Ländlermusikszene aktiv ist.

## Leben

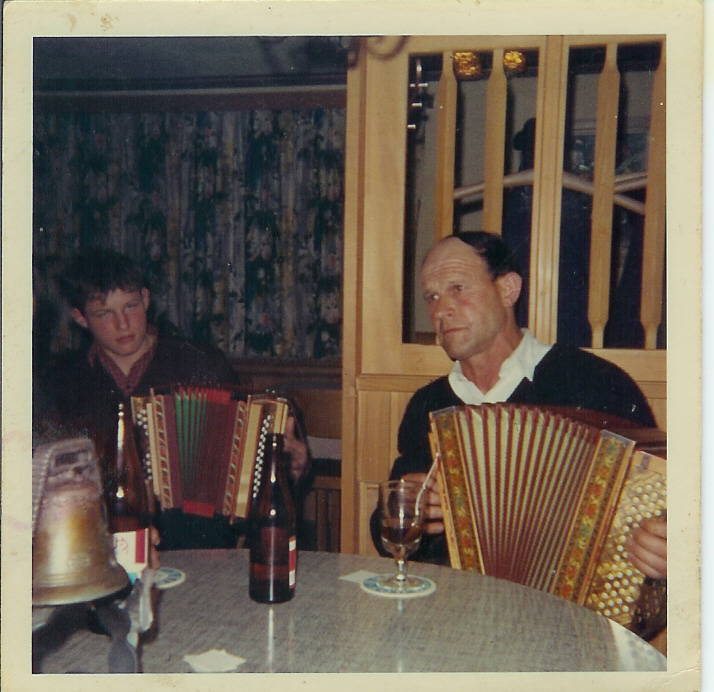
Alois & Bernhardin

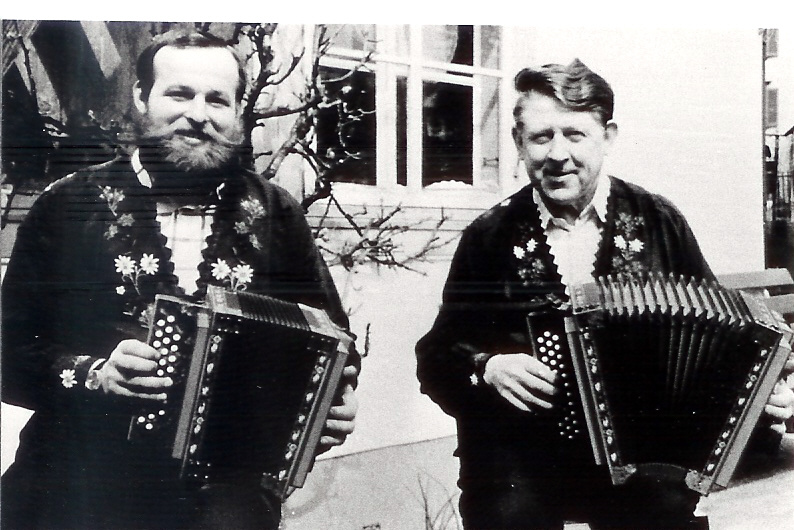
Lüönd - Nauer

Alois Lüönd wuchs mit drei Brüdern im Mosi in Ingenbohl im Kanton Schwyz auf. Er lernte Elektromonteur und arbeitete beim Kanton bis zur Pension. Er ist verheiratet und hat vier Kinder und 6 Enkelkinder. Lüönd spielt seit dem 16. Lebensjahr mit dem Schwyzerörgeli. Etwa im Jahre 1968 durfte er bei Bernhardin Schmidig genannt z'Lunnis Bäredi (Bruder von Franz Schmidig) einige Stücke erlernen.
In den 1970er und 1980er Jahren spielte mit Martin Nauer, genannt der Örgelidoktor, auf. Von Martin Nauer, dem Vater des gleichnamigen Musikers, konnte er auch die alten Tänze von Josef Stump erlernen, die Martin Nauer von Balz Schmidig überliefert bekam, welcher noch mit Josef Stump selber spielte. Etwa 1966 erlernte der Bruder Paul Lüönd ebenfalls das Örgeli. Dieser spielte in den 70er mit Rees Gwerder auf. Somit entstand etwa 1970 das Schwyzerörgeliduo Lüönd, welches an Vereinsanlässen und kleinen Festen aufspielte.
1976 lernte der jüngste Bruder Daniel Lüönd den Bass. Somit wurde das Schwyzerörgelitrio Mosibuebä gegründet. In den 1990er Jahren wurden die Mosibuebä zum Schwyzerörgeliquartett mit Daniel Gwerder und Philipp Schuler. Alle Tänze von Josef Stump und Balz Schmidig sowie die eigenen werden nur von Musiker zu Musiker weitergegeben. Noten existierten fast nicht und konnten von den Musikern auch nicht gelesen werden. Mittlerweile gibt es mehrere Notenhefter der Mosibuebä und von Paul Lüönd. Am 19. März 2014 wurden die Mosibuebä wegen der Krankheit von Paul Lüönd aufgelöst, welcher am 3. April 2014 verstorben ist.
Im Jahr 2014 rief Mosi Wysel die Mosi-Musig (mit Daniel Gwerder, Thomas Scherrer und Philipp Schuler) ins Leben gerufen. Zudem spielt er noch bei der Greifler-Musig (Mario Jossen, Erwin Schälin und Philipp Schuler) und den Ad Hock Örgeler (Mario Jossen, Albert Fässler und Sandra Reinhard) und im SQ Belalp (Mario Jossen, Sandra Reinhard & Christophe Decurtins) mit.
Bei Auftritten der Mosi-Musig wurde öfters nach einem Tonträger gefragt. Anstoss war Alois Lüönd jun. und verschiedene Musikanten, welche doch noch eine CD in Angriff nehmen wollten. Zudem waren einige neue und unveröffentlichte Stücke vorhanden. So ist diese neue CD mit den diversen Formationen und Musikanten mit Mosi-Wysel zusammen entstanden. Während den Aufnahmen bei Markus Flückiger nutzte man die auftrittslose Zeit, um einige Titel mehr einzuspielen und somit entstand 2021 gleich eine Doppel-CD mit mehreren Musikanten und Weggefährten von Wysel.
Im 2022 erhielt Alois Lüönd den Kulturpreis der Gemeinde Ingenbohl, SZ, welcher ihm als Überraschung während seinem Auftritt am Nationalfeiertag am Vierwaldstättersee überreicht wurde.

## Diskografie

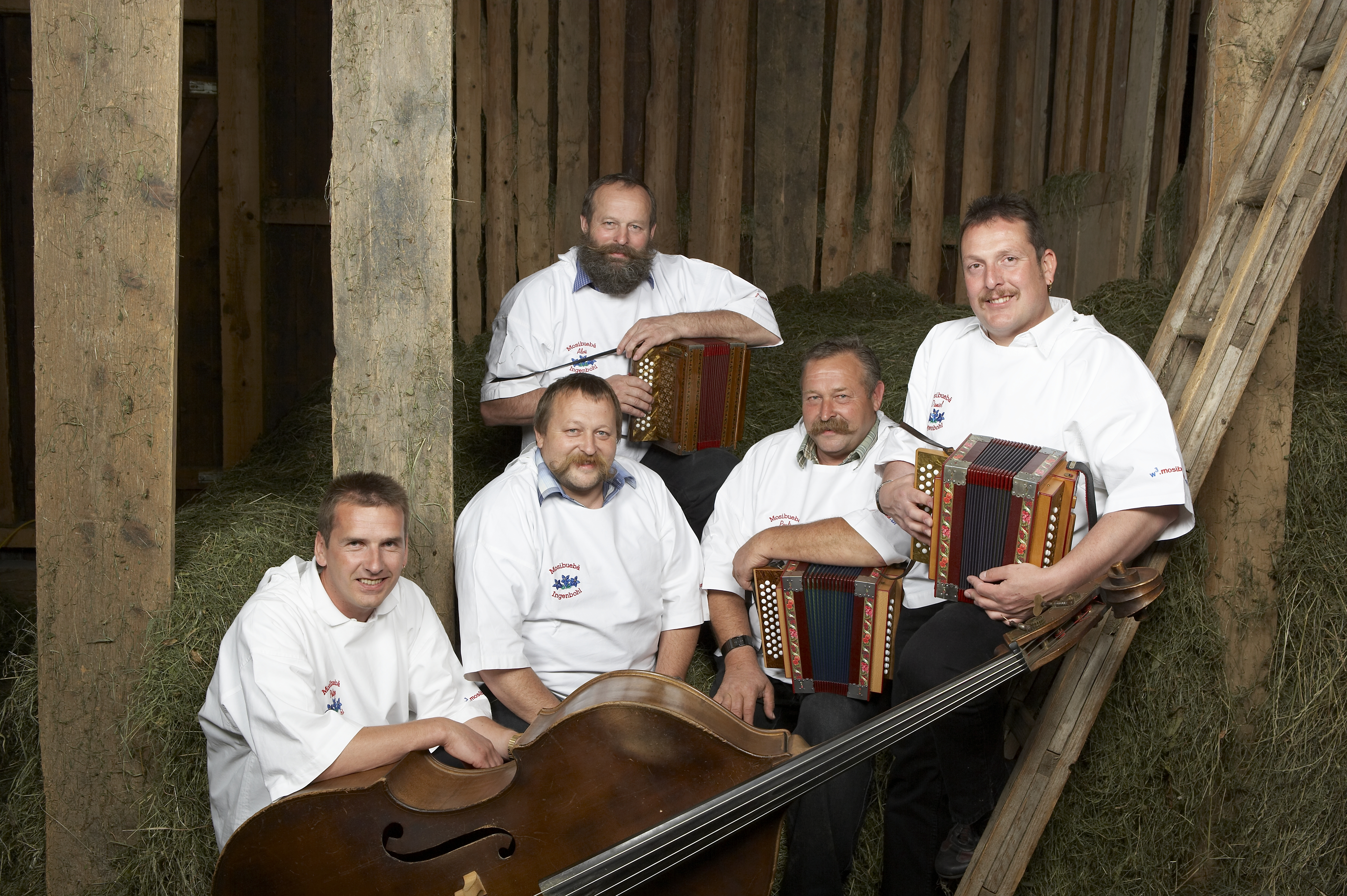
Mosibuebä 2006 für die CD "30 Jahre"

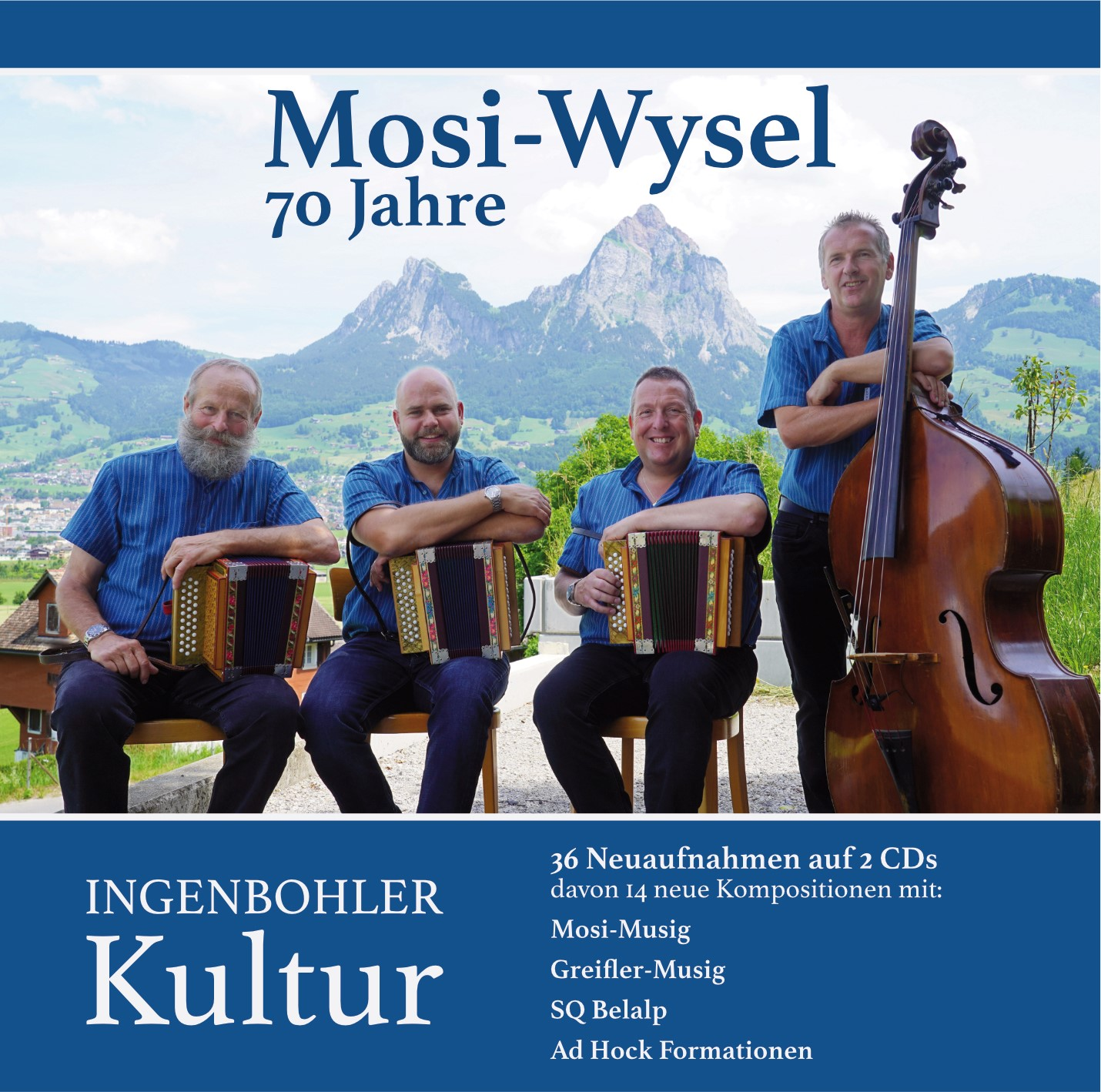
CD 2021 70 Jahre Mosi-Wysel, Ingenbohler Kultur

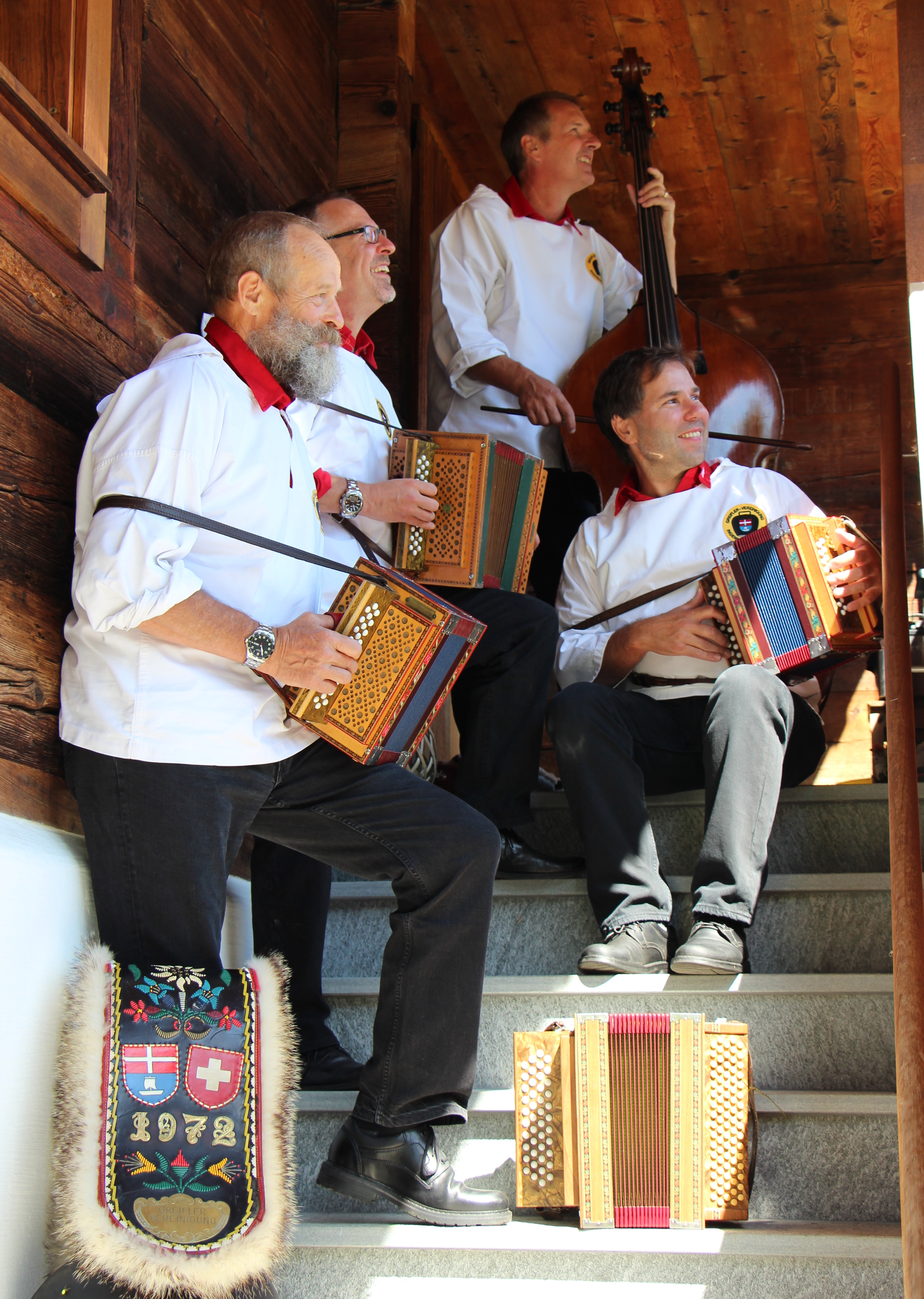
Greifler-Musig

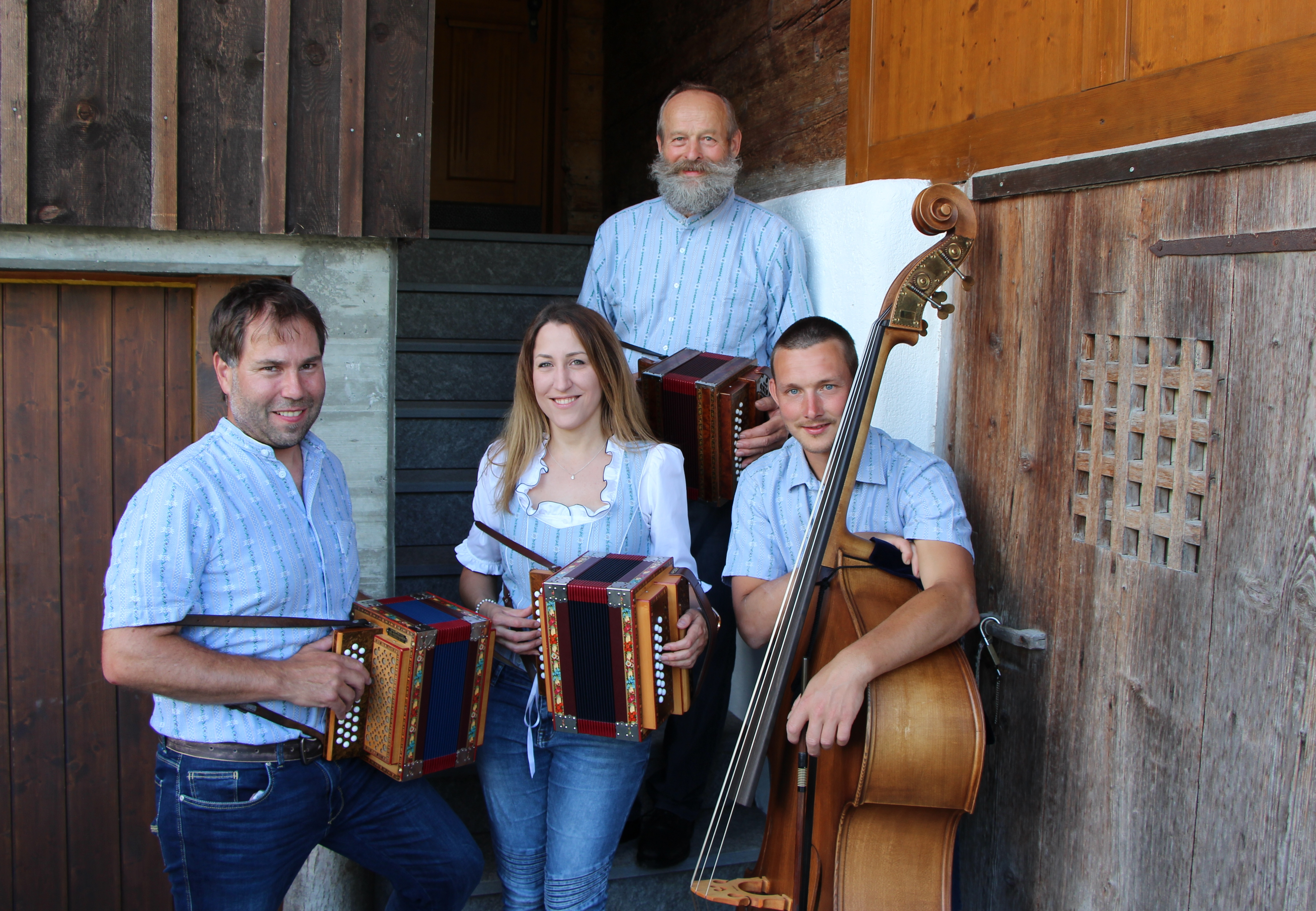
SQ Belalp

- 1977 Schwyzerörgeliduett Martin Nauer sen. „Schwyzerörgeli uf 3 Arte“; mit Alois Lüönd und Ueli Mooser, Diverse Interpreten, LP Pick
- 1981 Mosibuebä MC/LP
- 1982 Mosibuebä MC/LP zusammen mit der Wöschbrettbänd
- 1983 Mosibuebä MC/LP
- 1988 Martin Nauer zum 70. Geburtstag, 24 Tänze MC Privatedition (4 Titel mit Alois Lüönd)
- 1991 Mosibuebä "Schwingä und Örgälä im Alpstübli" (CD zum 15 Jahr-Jubiläum)
- 1999 Mosibuebä "Örgelimusig vo 1911 - 1999" (CD)
- 2004 Mosibuebä "Diänigs usem Schwyzerbiet" (Tonträger)
- 2006 Mosibuebä "30 Jahre Mosibuebä" (CD)
- 2009 "Projekt Stump - Schmidig" mit dem Haus der Volksmusik
- 2013 "Vo früener bis hüt"
- 2016 "10 Grossi Schwyzerörgeler"
- 2021 "Ingenbohler Kultur - 70 Jahre Mosi-Wysel"

Zudem gibt es etliche CDs auf denen die Mosibuebä mit einzelnen Titeln enthalten sind.

## Hörbeispiele Mosibuebä
- Irish Mosi von Alois Lüöndⓘ/?
- Für Stumpä Sebäli Fän von Alois Lüöndⓘ/?

## Kompositionen von Alois Lüönd (Auswahl)
Am Stanser Hosälupf, Äs sprudlät z'Leukerbad, Bi dr Andrea im Isebähnli, Bim Örgelidoktor, Bim Roli im Metsch, Chrütergeischt, Dr Trychlästimmer vom Mosi, E Schwyzerkaffi bim Nöldel z'Montica, Enkelfreuden, Erinnerig ad'USA-Schwingerreis, Erinnerung an Götti Vinzenz, Es heiteret ja scho, Es isch ja nüt passiert, Flätt Urchig's, Fondue-Abig bym Benno, Für d'USA-Örgeler, Für Stumpä Sebäli-Fän, Gänd em brav, Hüt wird's spat, Im Niderz obä, Im Oberigs, Ingenbohler Kultur, Irish Mosi, Mario's Pfnatzerkerze, Mit s'Späckä uf Hüttätour, Pfingststubetä bim Chef, Rigi hell, Schattähalb, Schwalbe-Flirt, Stoos-Fronalpstock, Stubete z'Partnun, Stump-Schmidig Gedenkmarsch, Tanze wie ä Hurlibueb, Übers Gätterli, Ursi's Stümpäli.